# 杨士骧
楊士驤（1860年8月13日—1909年6月28日），字萍石，号蓮府。安徽泗州人，出生于江蘇淮安山阳县更楼东街。清末重臣，曾任直隶总督、北洋大臣。

## 生平
原籍安徽泗州（今泗县）。其祖杨殿邦于道光二十六年（1846年）任漕运总督，咸丰三年（1853年）卸任后，于淮安南门更楼东购置一宅院（今袜厂），遂定居淮安。其父杨鸿弼，“婴末疾不仕”，幼年即有残疾，把一生的精力均用在培养子女上，“生子八人，其五登甲乙科”。

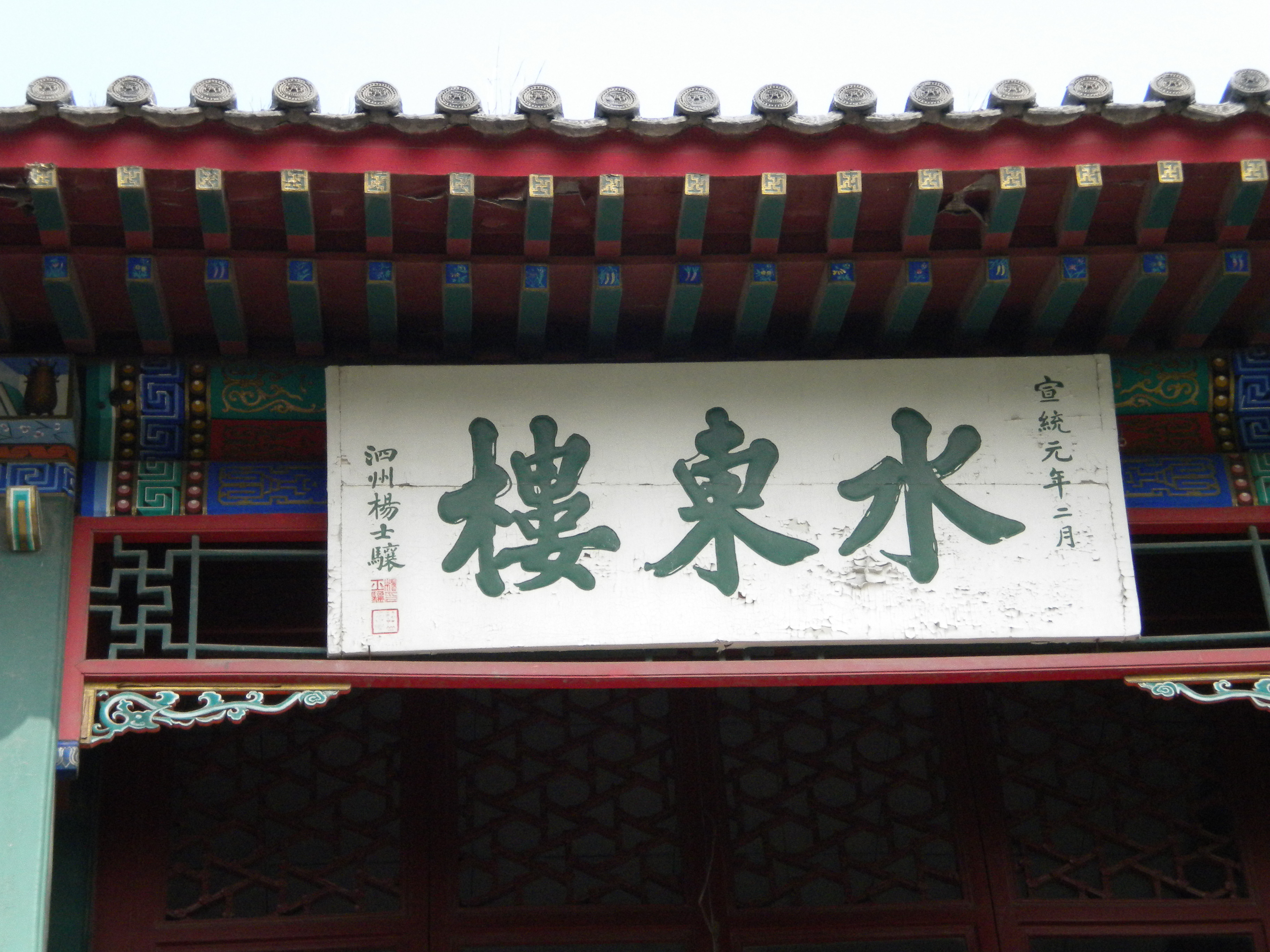
杨士骧题保定莲池书院水东楼匾

杨士骧生於咸丰十年（1860年）庚申六月二十七日酉时。少年时，祖、父相继去世，家道中落，生活日益困窘，但是士骧兄弟读书则益加勤奋。士骧16岁中秀才。光緒十一年（1885年）登乙酉科举人，光绪十二年（1886年）联捷進士，同年五月，改翰林院庶吉士。光緒十五年四月，散館，授翰林院編修。后保升道員，補直隸通永道，擢按察使，遷江西布政使，調直隸布政使。三十一年（1905年）署山東巡撫。杨士骧为官，“以干练称于时”，短短十余年时间，他春风得意，成为清廷的高级官吏。巡抚山东近三年，政绩斐然,在此任上，他比较妥善地处理了“胶州湾事件”和“曹州教案”，又严法规治黄河，使山东数年之间再无河患。
光绪三十三年（1907年）9月，杨士骧代替袁世凱為署直隸總督。宣統元年（1909年）6月28日，猝卒於任，终年五十岁，贈太子少保，諡文敬。歸葬淮安馬甸鄉。
袁世凯曾说，“天下翰林真能通的我眼裏只有三个半，张幼樵、徐菊人、杨莲府，算三个全人，张季直算半个。”
中國科舉制度中，最後一個狀元劉春霖是杨士骧的門生。

## 死因与墓葬
关于杨的死因，当时众说纷纭，有病逝，仇杀，情杀，被革命党暗杀等说法，不一而足。
杨死后，清廷对杨褒奖有加，其灵柩曾“奉旨入城”(旧时淮安城，死人不得进城)。其墓葬(在今建淮乡)也颇具规模，有神道石人石马。遗憾的是其墓葬毁于文革中，墓志碑也被砸碎。
2005年11月22日，淮安市楚州区考古队在当地群众指引下，用了三天时间对杨氏墓园进行全面勘探。11月25日，对散落并深埋田间的杨士骧原墓地神道上的石碑、石龟、棺柩、墓穴、祠堂遗址等进行全面清理。发掘后，发现用上等楠木和朱红漆制做的杨士骧夫妇棺柩保存完好。杨士骧的棺木站头站尾书写着：“皇清诰授光禄大夫直隶总督北洋大臣号谥文敬显考杨莲府君之灵柩”、“生于咸丰十年庚申六月二十七日酉时，卒于宣统元年六月己酉五月初十日午时”文字。夫人徐氏棺木站头站尾分别书写着：“皇清诰封一品夫人显妣杨门徐太夫人之灵柩”，“生于同治元年八月十二日午时，卒于宣统二年六月二十日丑时”。文字为宋体，清晰端正。用金粉彩绘的人物、花卉、动物图案非常逼真。杨棺站头图案为盘龙，夫人棺木站头图案为凤、仙鹤。棺材内杨士骧夫妇的遗骸各归其棺，包括头颅、肢骨、椎骨、牙齿保存完整。2005年12月2日上午，考古人员在清理女棺时，还发现五块腰带上的玉片，一只残断的玉簪，两枚凤冠上的珍珠和小翠珠子。男棺内清理出未曾腐烂的马蹄袖，衣袖质地为紫红丝绸，上有黄褐色团龙刺绣花纹，图案精美，工艺精湛，考古人员还根据村民提供的线索在周边村庄收集到刻有：“皇清诰授光禄大夫直隶总督北洋大臣杨文敬之墓”残断墓碑和部分神道上的石构件。

## 家庭
杨士骧的大哥杨士燮，字味青，是光绪20年进士，曾任翰林院编修，记名御史、做过知府、官至浙江道台，辛亥革命以后，寓居上海静安寺，不久即移居天津日租界。杨士燮娶了吴棠的女儿为妻，生了八个儿子，都曾出国留学，人称杨家将。其中一子为杨毓章，曾经留学日本，后来成为天津中国银行第一任行长。杨毓章生子子杨宪益，是中国著名翻译家、外国文学研究家、诗人。
杨士骧的三哥杨士晟，字蔚霞、进士，官至崇明等知县；
杨士骧在家排行第四；
老五杨士琦，曾经是袁世凯内阁的成员，职务是“政事堂左丞”。也曾做过上海交通大学第一任校长。杨士琦的儿子杨毓珣在民国间曾任山东省省长一职，娶袁世凯的第四女为妻。
杨士骧懼內，故不曾有平康之遊，生前題聯自嘲：「平生好讀遊俠傳，到死不識綺羅香。」

## 故居
- 杨士骧故居位于淮安市淮安区南门更楼东街，列为淮安市文物保护单位。

## 延伸阅读
[在维基数据编辑]
 《清史稿·卷449》，出自趙爾巽《清史稿》